# 棚田伸
棚田 伸（たなだ しん、1969年7月25日 - ）は、広島県広島市安佐北区口田(高陽町)出身の元プロサッカー選手。ポジションはMF（ミッドフィールダー）。1994年の柏レイソルのJリーグ昇格をもたらした名選手である。

サンフレッチェ広島の棚田遼は甥。

## 来歴
広島県立工業出身。2学年後輩に桑原裕義、梶山洋一がいる。1年からレギュラーに据えられ、テクニックのあるレフティーとして広島のマラドーナと呼ばれた。1985年高校総体ベスト4、1987年高校選手権では準決勝まで勝ち進んだ室蘭大谷高校に初戦、PK戦で敗れた。この時唯一外したのが棚田である。順天堂大学を経て1992年に日立製作所サッカー部（現・柏レイソル）入団。
キレのあるドリブルと鋭い得点感覚、高い技術を持ち、入団後すぐにポジションをつかむと、チームの主軸へと成長、10番を背負った。1992、1993年と2年連続ジャパンフットボールリーグ(JFL)ベスト11。1993年JFL新人王。1994年Jリーグ昇格に貢献し、Jリーグ初年度の1995年には、44試合に出場し16得点とチーム得点王の活躍。しかし年末の天皇杯で左膝十字靭帯断裂という大怪我を負い、約1年間のリハビリ生活を送る。
翌1996年大怪我からの復帰。だがかつてのキレを取り戻すには至らず、スーパーサブ的な起用法で使われ、出場すれば何かやってくれる選手として人気があったが、出番は減少。1998年の10月からコンサドーレ札幌でプレー。下位に沈むチームで奮闘したが翌1999年に引退した。
現在は東京都稲城市でサッカースクール他を運営する「プログレッソ」の代表を務めている。

## 所属クラブ
- 広島県立広島工業高等学校
- 順天堂大学
- 1992年-1998年途中 日立製作所/柏レイソル
- 1998年途中-1999年 コンサドーレ札幌

## 個人成績
| 国内大会個人成績 | 国内大会個人成績 | 国内大会個人成績 | 国内大会個人成績 | 国内大会個人成績 | 国内大会個人成績 | 国内大会個人成績 | 国内大会個人成績 | 国内大会個人成績 | 国内大会個人成績 | 国内大会個人成績 | 国内大会個人成績 |
| 年度             | クラブ           | 背番号           | リーグ           | リーグ戦         | リーグ戦         | リーグ杯         | リーグ杯         | オープン杯       | オープン杯       | 期間通算         | 期間通算         |
| 年度             | クラブ           | 背番号           | リーグ           | 出場             | 得点             | 出場             | 得点             | 出場             | 得点             | 出場             | 得点             |
| 日本             | 日本             | 日本             | 日本             | リーグ戦         | リーグ戦         | リーグ杯         | リーグ杯         | 天皇杯           | 天皇杯           | 期間通算         | 期間通算         |
| ---------------- | ---------------- | ---------------- | ---------------- | ---------------- | ---------------- | ---------------- | ---------------- | ---------------- | ---------------- | ---------------- | ---------------- |
| 1992             | 日立             | 27               | 旧JFL1部         | 16               | 2                | -                | -                |                  |                  |                  |                  |
| 1993             | 柏               | 27               | 旧JFL1部         | 18               | 3                | 6                | 0                | 1                | 0                | 25               | 3                |
| 1994             | 柏               | 10               | 旧JFL            | 17               | 2                | 0                | 0                | 0                | 0                | 17               | 2                |
| 1995             | 柏               | -                | J                | 44               | 16               | -                | -                | 1                | 0                | 45               | 16               |
| 1996             | 柏               | -                | J                | 2                | 0                | 0                | 0                | 2                | 0                | 4                | 0                |
| 1997             | 柏               | 14               | J                | 18               | 2                | 5                | 1                | 2                | 0                | 25               | 3                |
| 1998             | 柏               | 8                | J                | 5                | 0                | 0                | 0                | -                | -                | 5                | 0                |
| 1998             | 札幌             | 27               | J                | 8                | 3                | 0                | 0                | 3                | 1                | 11               | 4                |
| 1999             | 札幌             | 7                | J2               | 32               | 1                | 2                | 0                | 1                | 0                | 35               | 1                |
| 通算             | 日本             | 日本             | J1               | 77               | 21               | 5                | 1                | 8                | 1                | 90               | 23               |
| 通算             | 日本             | 日本             | J2               | 32               | 1                | 2                | 0                | 1                | 0                | 35               | 1                |
| 通算             | 日本             | 日本             | 旧JFL            | 51               | 7                | 6                | 0                |                  |                  |                  |                  |
| 総通算           | 総通算           | 総通算           | 総通算           | 160              | 29               | 13               | 1                |                  |                  |                  |                  |

その他の公式戦
- 1998年
  - J1参入決定戦 4試合1得点

## 個人タイトル
- JFLベストイレブン（1992、1993年）
- JFL新人王（1993年）